# لونا ۳
]]]]

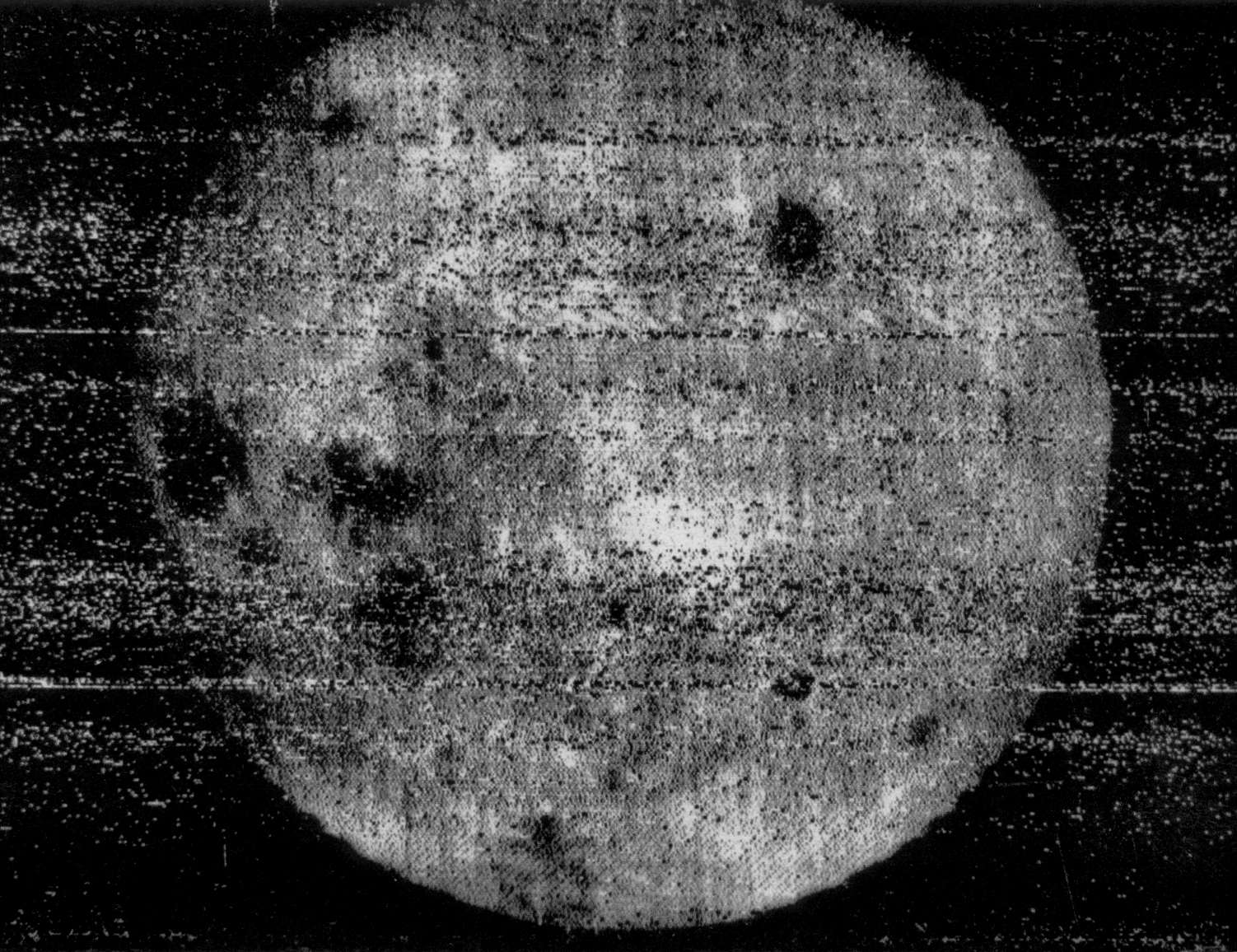
ثبت اولین تصویر از پشت ماه در سال ۱۹۵۹

لونا ۳ (به انگلیسی: Luna 3) یک فضاپیمای ساخت شوروی از برنامه لونا است. این فضاپیما به قصد فرود بر کره ماه راهی فضا شد اما بر فراز پشت ماه پرواز کرد و عکسی از آن طرف ماه گرفت که هیچ‌گاه از زمین دیده نمی‌شود.